# أجاتسانو
أجاتسانو (بالإيطالية: Agazzano)‏ هي بلدية في مقاطعة بياتشنزا في إقليم إميليا رومانيا الإيطالي.

## السكان
في سنة 1861 بلغ عدد السكان 2٬599 نسمة، وتطور العدد ليصل في سنة 2011 لـ 2٬070 نسمة.
يظهر هذا المخطط البياني تطور النمو السكاني لـ أجاتسانو